# Tony Anthony
Tony Anthony (né Roger Pettito le 16 octobre 1937) est un acteur, producteur, réalisateur et scénariste américain, plus connu pour ses rôles de l'étranger dans des westerns spaghetti, après le succès de Clint Eastwood dans La trilogie du dollar. Au début des années 1980, Anthony a écrit, produit et joué dans Western ! (1981) et Le Trésor des quatre couronnes (1983).

## Biographie
Anthony est né Roger Pettito à Clarksburg, en Virginie occidentale. Sous la direction de son ami Saul Swimmer , Anthony et Peter Gayle ont produit le court métrage pour enfants d'une demi-heure, Le garçon qui possédait un méléphant (1959), réalisé par l'actrice Tallulah Bankhead. Les deux hommes deviendraient ses collaborateurs fréquents.Le film a remporté un Gold Leaf au Festival international du film pour enfants de Venise. Après cette période, Anthony coécrit Force of Impulse (1961), un Roméo et Juliette qui raconte l'histoire d'un joueur de football au lycée qui se tourne vers le vol qualifié, filmé à Miami Beach, en Floride, et Without Each Other en 1962. Anthony a ensuite déménagé en Italie pour filmer Wounds of Hunger et Une femme disponible avec Annie Girardot. Swimmer avait déménagé en Angleterre, où il s'était lié d' amitié avec Allen Klein.

## Filmographie
Sauf indication contraire, les informations mentionnées dans cette section peuvent être confirmées par la base de données cinématographiques IMDb,  présente dans la section « Liens externes ».
Acteur
- 1964 : Une femme disponible (La ragazza in prestito) d'Alfredo Giannetti : Franco
- 1964 : Ah ! Les Belles Familles (Le belle famiglie) d'Ugo Gregoretti : Luigi
- 1967 : Un dollar entre les dents (Un dollaro tra i denti) de Luigi Vanzi : L'étranger
- 1967 : Un homme, un cheval et un pistolet (Un uomo, un cavallo, una pistola) de Luigi Vanzi : L'étranger
- 1968 : Le Cavalier et le Samouraï (Lo straniero di silenzio) de Luigi Vanzi : L'étranger
- 1971 : Blindman, le justicier aveugle (Blindman) de Ferdinando Baldi : le justicier aveugle
- 1971 : Come Together de Saul Swimmer (en) : Tony
- 1981 : La Vengeance impitoyable (Comin' at Ya!) de Ferdinando Baldi : H.H. Hart
- 1983 : Le Trésor des quatre couronnes (El tesoro de las cuatro coronas) de Ferdinando Baldi : J.T. Striker

## Producteur
- 1971 : Come Together de Saul Swimmer (en)
- 1990 : L'Orchidée sauvage de Zalman King